# Væverhus fra Tystrup, Sjælland (Frilandsmuseet)
Væverhuset fra Tystrup ligger i Frilandsmuseets sjællandske afdeling og er et godt eksempel[kilde mangler] på et hus hvori en jordløs husmand kunne bo og opretholde livet gennem et håndværk.

## Bygningen
Det lille hvide, stråtækte hus fra Tystrup i det sydvestlige Sjælland blev erhvervet til museet i 1950 og åbnet for publikum i 1958. Væverhuset viser et af de håndværk, som husmænd kunne ernære sig ved, når det ikke var muligt at leve af jorden. Det var et usædvanligt velbevaret hus, da beboerne i flere generationer så at sige ingen forandringer havde foretaget. Der har været mange af denne type enlængede fæstehuse for den jævne befolkning i de sjællandske landsbyer. Som det er typisk for egnen, er både tavl og bindingsværk overkalket. Typisk er også den dukkede gavl, lavet af halmbundter der er vredet sammen og stoppet ind i mellem de tætsiddende stokke. I den anden gavl er der et udhængende tagfremspring, som beskytter to små indelukker til grise og høns. Huset er tækket med rør, da det lå lige ved siden af Tystrup sø, og tagrør fra søkanten var en lokal og billig ressource. Huset har haft nogle ganske få tønder land, nok til at det har været nødvendigt med et lille udhus hvor der har været lo, lade, plads til to køer samt et brændselsrum. Disse bygninger er ikke genopført på Frilandsmuseet. Træder man ind i huset, er man da heller ikke i tvivl om, at manden ikke har ernæret sig som landmand, men som væver, da en stor del af gulvpladsen i stuen er optaget af væven.

## Rummene
Indgangen er gennem forstuen som er forrum til skorstenen. Skorstenen er typisk sjællandsk, så bred som forstuen og stor nok til at konen kunne stå inde i den og lave maden på den opmurede arnebænk, som kun fyldte en del af skorstensbunden. På grund af dette skorstenskøkken, kaldes denne bygningstype for et ovnhus. Ilden brændte direkte på arnebænken, og nedbør kunne falde lige på konen og i maden.  Gryderne havde enten ben eller stod på en trefod, så ilden ikke blev kvalt. Gryderne kunne også hænge i en kedelkrog på en tværstang i skorstenen. Fisk og pølser blev ristet i en stegerist, som blev lagt direkte ned i gløderne. Fra skorstenen er også indfyring til de øvrige ildsteder nemlig gruekedlen, bageovnen og stuens bilæggerovn. I stuen har familien spist ved bordet og sovet i den store seng i hjørnet og på bænken. Der står også en dragkiste til opbevaring, men væven dominerer rummet helt og aldeles og vidner om stuens vigtigste funktion, nemlig som ramme om mandens hovederhverv. Bag stuen i det lille kammer står endnu en seng sammen med opbevaringsmøblerne. På den anden side af forstuekøkkenet ligger et bryggers, som også har haft køkkenfunktion, særligt om sommeren. 
Yderst i huset ligger et lille huggehus, hvor der er redskaber til træskomageri. Det skyldes, at træskomagerfaget, ligesom vævningen, er et af de håndværk, der ofte er sket en specialisering i blandt småhusmænd. I huset her har der netop været træskomagere før to generationer af vævere.  I huggehuset står også rendemøllen, som blev brugt til at vinde rendegarnet op på, inden det blev overført til væven, spændt ud mellem vævens to bomme. Rendegarnet kunne også kaldes kæde – de tråde der løb på langs af det vævede stof. 

## Væverens arbejde
På Sjælland har det ikke været almindeligt at konerne selv vævede hjemme på gårdene. I stedet betalte de landsbyvæveren for arbejdet. De professionelle vævere var oftest mænd. Konerne kartede og spandt selv ulden og indfarvede det med de farver som var baseret på tilgængelige planter. De komplicerede farver som indigo og cochenille blev indfarvet hos farveren i byen. Konerne fragtede garnerne til væveren og hjalp ham med at opsætte væven, dvs. sætte rendegarnet på. De stribede mønstre hun ønskede, kunne hun medbringe i form af vikleprøver, hvor garn i forskellige farver var viklet om en pind. Disse striber kunne være særegne for hende og gå igen i de olmerdunsdyner hun fik vævet. 
I Danske lov fra 1683 nævnes vævere som nogle af de håndværkere, der måtte arbejde på landet, hvor håndværk ellers var forbeholdt købstæderne. Frem til første halvdel af 1800-årene steg deres antal stødt i landsbyerne, og de kunne også væve for ukendte aftagere. Væveren blev lønnet i rede penge eller i naturalier. Hans løn kunne også være lån af trækdyr til arbejdet på hans små marker.

## Eksterne kilder og henvisninger
- Michelsen, Peter: Frilandsmuseet ved Sorgenfri. Nationalmuseet 1984
- Frilandsmuseets vejleder, Nationalmuseet 2007
- Frilandsmuseet Arkiveret 8. juni 2012 hos  Wayback Machine

55°47′10″N 12°29′35″Ø / 55.78614°N 12.49318°Ø